# USS Denver (CL-58)
Pour les autres navires du même nom, voir USS Denver.
L'USS Denver (CL-58) est un croiseur léger de classe Cleveland entré en service dans l'United States Navy durant la Seconde Guerre mondiale.

## Caractéristiques
La classe Cleveland est la classe de croiseurs la plus nombreuse jamais construite : ce sont 29 navires (dont 2 substantiellement modifiés) sur les 52 initialement prévus qui entrent en service dans l'United States Navy, plus 9 autres convertis en porte-avions légers. Ils sont conçus pour respecter le second Traité naval de Londres signé en 1936. Le blindage est sensiblement le même que la classe précédente, la classe St. Louis. L'armement principal du Denver est constitué de quatre tourelles triples de canons de 6 pouces de 47 calibres. Six tourelles doubles de canons de 5 pouces de 38 calibres à usage double sont installées en diamant afin de couvrir une large zone. Enfin, l'armement antiaérien est composé de quatre tourelles quadruples et quatre tourelles doubles de canons de 40 mm Bofors et de 17 canons de 20 mm Oerlikon.

## Histoire
La construction de l'USS Denver commence le 26 décembre 1940 ; il est lancé le 4 avril 1942 et entre en service le 15 octobre 1942. Le 18 janvier 1943, il part de Philadelphie pour rejoindre Éfaté dans les Nouvelles-Hébrides, qu'il atteint le 14 février. Le 6 mars, en compagnie d'autres croiseurs, il bombarde le sud de Kolombangara dans les îles Salomon et coule les destroyers japonais Murasame et Minegumo dans ce qui devient la bataille du détroit de Blackett. Le croiseur bombarde ensuite l'île de Ballale dans le cadre des débarquements en Nouvelle-Géorgie et patrouille dans la zone jusqu'à fin octobre, date à laquelle il rejoint la Task Force 39 afin d'intercepter un éventuel débarquement ennemi sur le cap Torokina, à Bougainville. La bataille de la baie de l'Impératrice Augusta qui s'ensuit voit les navires américains couler un croiseur léger et un destroyer ennemi, et endommager deux croiseurs lourds et deux destroyers ; le Denver encaisse trois obus de 8 pouces (203 mm) qui n'explosent pas, et son équipage se voit décerner une Navy Unit Commendation pour son efficacité durant la bataille. Le croiseur retourne au cap Torokina afin d'y supporter les débarquements alliés cette fois-ci, et le 13 novembre, il est touché par une torpille aérienne qui coupe l'alimentation et tue 20 membres d'équipage ; après des réparations temporaires à Espiritu Santo, il arrive à Mare Island le 2 janvier 1944 pour y subir une refonte.
Le Denver retourne sur le front en 1944 et arrive à Eniwetok le 22 juin. Il escorte des porte-avions dans le secteur des Mariannes avant de bombarder Iwo Jima le 4 juillet. De retour à Eniwetok le 5 août, il participe à la bataille de Peleliu, fournissant un appui-feu aux troupes de débarquement et aux navires de reconnaissance. Après un passage par Manus, le croiseur participe à la bataille de Leyte en octobre, bombardant Suluan et Dulag. Le 24 octobre, il est impliqué dans la bataille du détroit de Surigao, empêchant les forces japonaises de pénétrer dans le golfe de Leyte. En compagnie de son sister-ship Columbia et des deux croiseurs légers Phoenix et Boise, il participe au pilonnage du Yamashiro qui coule dans la nuit ; le lendemain, il achève le destroyer Asagumo, déjà gravement endommagé par des torpilles du McDermut (en) durant la nuit. Le Denver continue à patrouiller sur place, repoussant de nombreuses attaques ennemies ; le 28 octobre, il est légèrement endommagé par une bombe ; le 27 novembre une attaque suicide blesse quatre de ses membres d'équipage ; mi-décembre il couvre les débarquements sur Mindoro, avant de retourner à Manus pour Noël.
1945 commence avec la couverture du débarquement sur Lingayen ; le Denver reste ensuite dans la zone, couvrant les débarquements sur Zambales, sur la Grande Île puis sur Nasugbu. Mi-février, le croiseur fournit un appui-feu aux troupes débarquant dans la baie de Mariveles, récupérant à son bord les rescapés du La Vallette coulé par une mine marine ; le Denver participe ensuite aux opérations sur Palawan et Mindanao jusqu'en mai, avant de participer aux assauts sur Bornéo et Balikpapan en juin. Après un carénage début juillet, le croiseur patrouille au large de la Chine jusqu'à la capitulation du Japon. Il participe ensuite à diverses opérations liées à l'occupation du Japon par les Américains avant de quitter les eaux japonaises le 10 octobre. Il arrive à Norfolk le 21 novembre et rallie Newport en janvier 1946 ; après une visite de courtoisie au Québec, le Denver est mis en réserve à Philadelphie le 16 octobre 1946 avant d'être retiré du service le 7 février 1947 puis vendu pour démolition le 4 février 1960.

## Récompenses
L'USS Denver a reçu une Navy Unit Commendation et onze battle stars pour son service lors de la Seconde Guerre mondiale.